# 王运熙
王运熙（1926年6月29日—2014年2月8日），江苏金山（今上海市）人。中国文学史学家。

## 生平
王运熙的父亲是当地的中学教师，爱好文史，富有藏书。先生初小毕业后，便留在家中，在父亲指导下学习，以诵读古书、学写古文为主，也学少许数学和英语等。1937年冬，日本侵略军在金山卫登陆，王家的房屋、藏书全付劫灰，一家七口仓皇逃难，到了上海。1941年考入高中，只读了两年，便又考入复旦大学上海补习部中文系。当时复旦大学已迁往重庆，补习部是由部分留沪教师办的。抗战胜利，本部迁回，补习部即与之合并。1947年毕业于复旦大学中文系。1952年后，历任复旦大学教授、中国语言文学研究所所长，至1994年退休；多年研究中国古典文学和文学理论批评，尤长于六朝、唐代文学和《文心雕龙》的研究。
2011年5月遇车祸后，一直在上海市第一人民医院住院，病情反覆，至2014年2月8日因反复肺部感染去世。

## 著作
著有《六朝乐府与民歌》、《汉魏六朝唐代文学论丛》、《文心雕龙探索》，主编有《中国文学批评史》等。